# Turcinoemacheilus
Turcinoemacheilus és un gènere de peixos de la família dels balitòrids i de l'ordre dels cipriniformes.

## Distribució geogràfica
Turcinoemacheilus himalaya es troba al Nepal (les conques dels rius Gran Gandak i Kosi) i Turcinoemacheilus kosswigi és un endemisme de la conca dels rius Tigris i Eufrates.

## Taxonomia
- Turcinoemacheilus himalaya (Conway, Edds, Shrestha & Mayden, 2011)[7]
- Turcinoemacheilus kosswigi (Banarescu & Nalbant, 1964)[5][8][9][10]